# Akrotiri i Dekelija
Akrotiri i Dekelija (engl. Akrotiri and Dhekelia, tur. Ağrotur ve Dikelya), zvanično Oblasti suverenih baza Akrotiri i Dekelija (engl. Sovereign Base Areas of Akrotiri and Dhekelia), britanska je prekomorska teritorija na ostrvu Kipar. Oblasti, koje uključuju baze i okolno zemljište, ostale su pod britanskom kontrolom, nakon sporazuma o nezavisnosti 1960. godine, koje su odobrile i potpisale Ujedinjeno Kraljevstvo, Grčka, Turska i predstavnici grčke i turske kiparske zajednice, čime je odobrena nezavisnost Krunske kolonije Kipra. Teritorija služi kao veoma važna stanica za obavještajne signale i obezbjeđuje vitalni strateški dio za objedinjavanje komunikacija Ujedinjenog Kraljevstva i mreže za praćenje u Sredozemlju i Srednjem istoku.
Teritorija se sastoji iz dva dijela. Jedan je Akrotiri (engl. Akrotiri, tur. Ağrotur), ili Zapadna suverena bazna oblast, koja uključuje dvije glavne baze, Kraljevsko ratno vazduhoplovstvo Akrotiri i Kantonment Episkopi, plus cijeli seoski okrug Akritiri i dio od jedanaest drugih seoskih okruga. Drugi dio oblasti je Kantonment Dekelija, ili Istočna suverena bazna oblast, koja uključuje baze u Ajos Nikolaosu i još dvanaest seoskih okruga.

## Istorija
Suverene baze su nastale 1960 kada je Kipar, kolonija unutar Britanskog carstva dobila nezavisnost. Ujedinjeno Kraljevstvo je zadržalo suverenitet nad tim područjem zbog velikog strateškog značaja tih teritorija (neposredna blizina Sueckog kanala i Bliskog istoka).
Turska vrši invaziju na severni Kipar 1974. godine i osniva Tursku Republiku Severi Kipar. Ovo nije uticalo na status baza, zato što Britanija nije bila umešana u sukob. Grčki Kiprani sa severa su imali dopuštenje prelaska preko baze Dekelija, gde su dobijali humanitarnu pomoć. Turska vojska nije smela napasti baze, u strahu od rata sa Britanijom.
Kipar je tražio povratak Akrotira i Dekelije iz razloga što baze zauzimaju veliku teritoriju koja može služiti u civilne svrhe. Četiri godine posle nezavisnosti 1960, Britanska Vlada je platila iznajmljivanje baza Republici Kipar. Posle sukoba 1963-64 isplaćivanje je stalo, pod izgovorom da nisu obe strane na Kipru imale doprinos od tog novca. Kiparska Vlada i dalje traži novac od 1964. pa do danas. Procenjuje se da su za taj period zaostala plaćanja od nekoliko stotina hiljada do milijardu evra.
U julu 2001. su izbili protesti u bazama domaćih Kiprana zbog britanskih planova da naprave radio odašiljač u bazi, pod izgovorom poboljšanja veze sa drugim britanskim bazama po svetu. Domaće stanovništvo je tvrdilo da postoji opasnost po njihovo zdravlje, kao i negativni uticaj na prirodu u okolini. Britanska Vlada je odbacila te tvrdnje.
Velika Britanija nije iskazala nameru da preda ove dve baze, ali je ponudila da preda 45 kvadratnih milja (oko 97 km2) zemlje ako se usvoji plan Kofija Anana za ponovno ujedinjenje Kipra. Danas se na teritorijama nalazi oko 3.000 vojnika.

## Politika
Administratora službeno postavlja britanski monarh, na preporuku Ministarstva odbrane. Administrator ima izvršnu i zakonodavnu vlast kao guverner u preko-okeanskim teritorijama. Administrator imenuje Glavnog oficira, koji je zadužen za svakodnevnu civilnu vlast. U bazama se ne održavaju izbori, iako britanski državljani imaju pravo glasa na izborima u Ujedinjenom Kraljevstvu.
Baze imaju svoje zakone, različite od UK i Kipra. Sastoje se od zakona kolonije Kipar od pre avgusta 1960, uz amandmane. Zakoni u Akrotirima i Deleliji su u velikoj meri slični sa zakonima Kipra.
Sud na teritoriji služi samo za zakonske prekršaje civila počinjenih unutar Akrotira i Dekelije; za vojnike postoji vojni sud.

## Geografski položaj
Akrotiri i Dekelija pokrivaju 3% površine ostrva Kipar, a to je 254 km2 (Akrotiri 123 km2, a Dekelija 131 km2). U privatnom posedu britanskog ili kiparskog stanovništva nalazi se 60% zemlje, dok 40% pripada ministarstvu odbrane ili se svrstava u kraljevski posed. Pored toga, postignut je ugovor po kojem britanska vlada ima pravo na još neke posede koje koristi i Kipar.
Akrotiri se nalaze na jugu ostrva, blizu grada Limasol. Dekelija je na jugoistoku, blizu grada Larnaka. Oba područja sadrže vojne baze, farme i zemlju lokalnog stanovništva. Akrotiri su okruženi zemljom koju kontroliše Kipar, a Dekelija se graniči i sa zemljom koja je pod kontrolom UN-a i nepriznatom turskom republikom severnog Kipra.
Ajia Napa se nalazi na istoku Dekelije. Zajlatimbu i Ormidija su sela koja se nalaze na teritoriji Kipra, ali predstavljaju enklave Dekelije. Hidroelektrana u Dekeliji sagrađena od strane Britanaca, pripada Kipru. U severnom delu se nalaze enklave još dva sela, a u južnom nema enklava.

## Demografija
Na teritorijama nije naseljeno domaće stanovništvo. Baze su odabrane u nenaseljenim delovima ostrva. Oko 14.000 stanovnika živi u bazama. Oko 7.000 Kiprana rade u bazama ili se bave poljoprivredom na teritoriji. Britanski vojnici i njihove porodice čine ostatak stanovništva.
Ne postoji posebno državljanstvo za baze, iako postoji britansko državljanstvo prekookeanskih teritorija (British Overseas Territories citizenship (BOTC)). Za razliku od ostalih britanskih teritorija, BOTC državljani ne mogu tražiti puno britansko državljanstvo.

## Spoljašnje veze
- (језик: енглески) Službene stranice baza Архивирано на веб-сајту  (4. фебруар 2008)
- (језик: енглески) Informacije od CIA: Akrotiri Архивирано на веб-сајту  (6. јул 2006) i Dekelija Архивирано на веб-сајту  (6. јул 2006)